# Werres
Werres (łac. Caius Verres) (ok. 115–43 p.n.e.) – rzymski namiestnik prowincji Sycylia w latach 73–71 p.n.e., znany ze złych rządów i procesu o popełnione nadużycia finansowe, który ujawnił rozmiary korupcji w prowincjach rzymskich w późnej republice. 

## Życiorys
Encyclopædia Britannica podaje, że Werres urodził się ok. roku 115 p.n.e., natomiast Encyklopedia PWN, że data jego urodzenia nie jest znana . Był synem senatora rzymskiego . 
Został kwestorem konsula Gnejusza Karbo , w Galii Przedalpejskiej . Podczas wojny domowej w 83 roku p.n.e. zdefraudował fundusze wojskowe i wsparł Sullę (138–78 p.n.e.) . W 80 roku p.n.e. był legatem w sztabie Gnejusza Korneliusza Dolabelli w Cylicji . Wspólnie plądrowali prowincję Dolabelli i obszary Azji, aż Dolabella został skazany w 78 roku p.n.e. w Rzymie dzięki zeznaniom Werresa .
W 74 roku p.n.e. Werres dzięki hojnym łapówkom zapewnił sobie stanowisko pretora (praetor urbanus), które wykorzystywał dla własnych korzyści . 
W latach 73–71 p.n.e. Werres pełnił funkcję namiestnika prowincji Sycylia . Wymuszał łapówki, stosował rekwizycje zboża, grabił dzieła sztuki i dokonywał arbitralnych wyroków . Po powrocie do Rzymu w roku 70 p.n.e., na prośbę Sycylijczyków, wytoczono mu proces, w którym oskarżycielem był Cyceron (106–43 p.n.e.) . Obrony Werresa podjął się Hortensjusz (114–50 p.n.e.) . Wystarczyła jedna krótka mowa Cycerona i zeznania świadków, by Hortensjusz przekonał Werresa, by ten udał się dobrowolnie na wygnanie – w zamian Cyceron przystał na niskie odszkodowanie dla Sycylijczyków . Werres uszedł do Marsylii . Jego proces ujawnił rozmiary korupcji w prowincjach rzymskich w późnej republice . 
Werres został stracony w 43 roku p.n.e. podczas proskrypcji  – Marek Antoniusz (83–30 p.n.e.) miał pożądać dzieł sztuki, które Werres zrabował, gdy był namiestnikiem Sycylii . 